# Mantar
Mantar és una banda alemanya de metall de Bremen. Una característica especial és que la banda només està formada per dos membres i no té cap baixista.

## Història

### Fundació iDeath by Burning

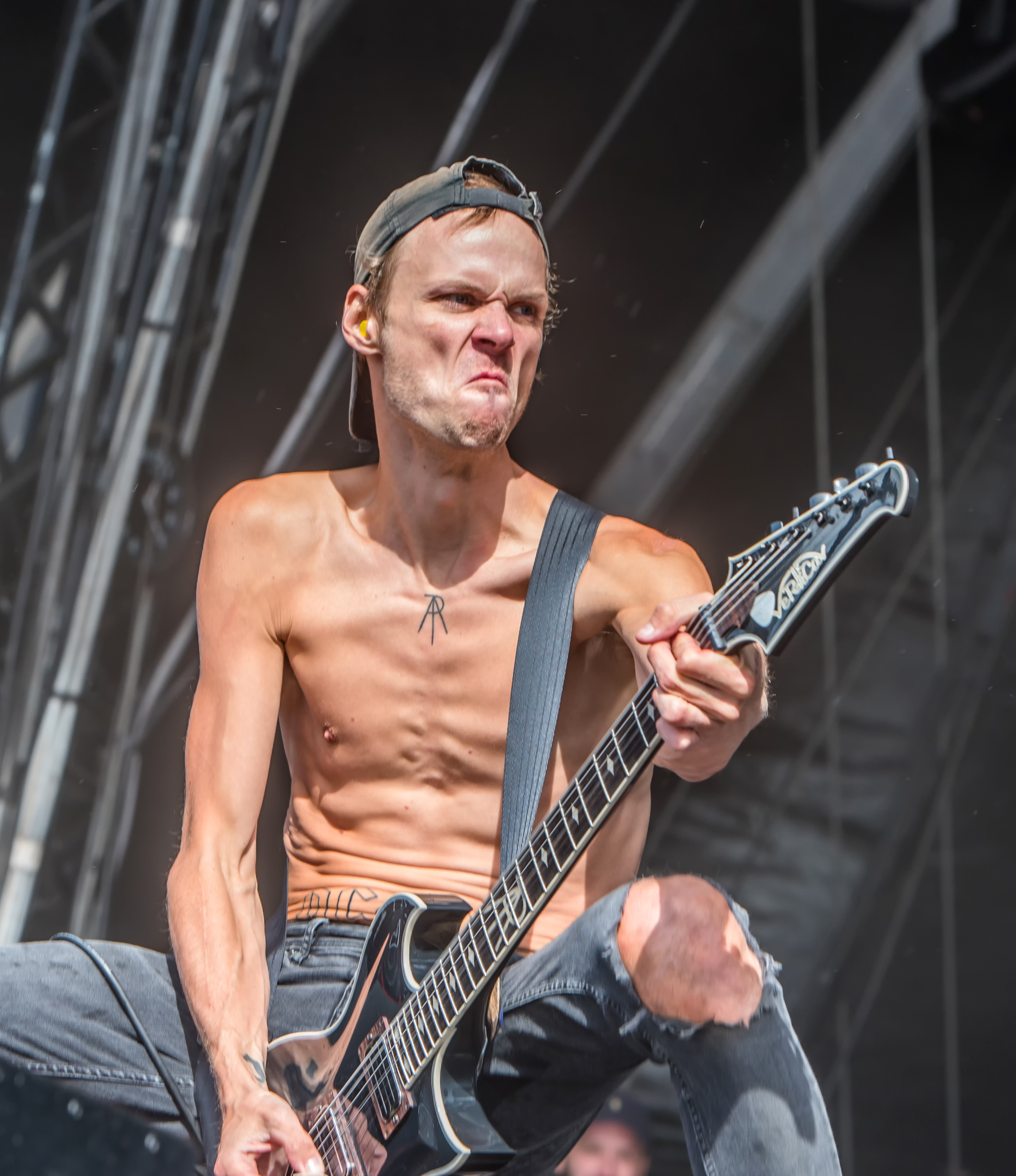
Hanno Klänhardt al Reload Festival 2018

Mantar va ser fundada l'any 2012 per Hanno Klänhardt (veu, guitarra) i Erinç Sakarya (bateria). Els dos músics provenen de Bremen i són amics des de fa molt de temps. Hanno Klänhardt viu a Gainesville, Florida des del 2015. La idea del nom de la banda va sorgir de l'herència turca de Sakarya. Tots dos músics buscaven alguna cosa més inusual pel que fa al so que una paraula anglesa i, segons Klänhardt, mantar era una paraula dura i enganxosa. La banda inicialment tenia poca ambició i només volia gravar una maqueta amb una tirada de 50 a 100 cassets i tocar un concert a Hamburg. En els primers dies de la banda, ambdós músics buscaven un baixista adequat entre el seu cercle d'amics.
A principis de 2013 van gravar una maqueta pel seu compte, que es va publicar el febrer de 2014 al segell musical finlandès Svart Records sota el títol Death by Burning. L'àlbum va ser guardonat en la categoria de Hamburger Produktion des Jahres al Hamburg Music Prize HANS. Als Metal Hammer Awards 2014, Death by Burning va ser nominat a la categoria de Millor Debut, però el premi va ser per a Beastmilk pel seu àlbum Climax. L'abril de 2017, la revista alemanya Visions va incloure Death by Burning a la seva llista dels 66 millors àlbums de metall del nou mil·lenni.

### Ode to the FlameiThe Spell

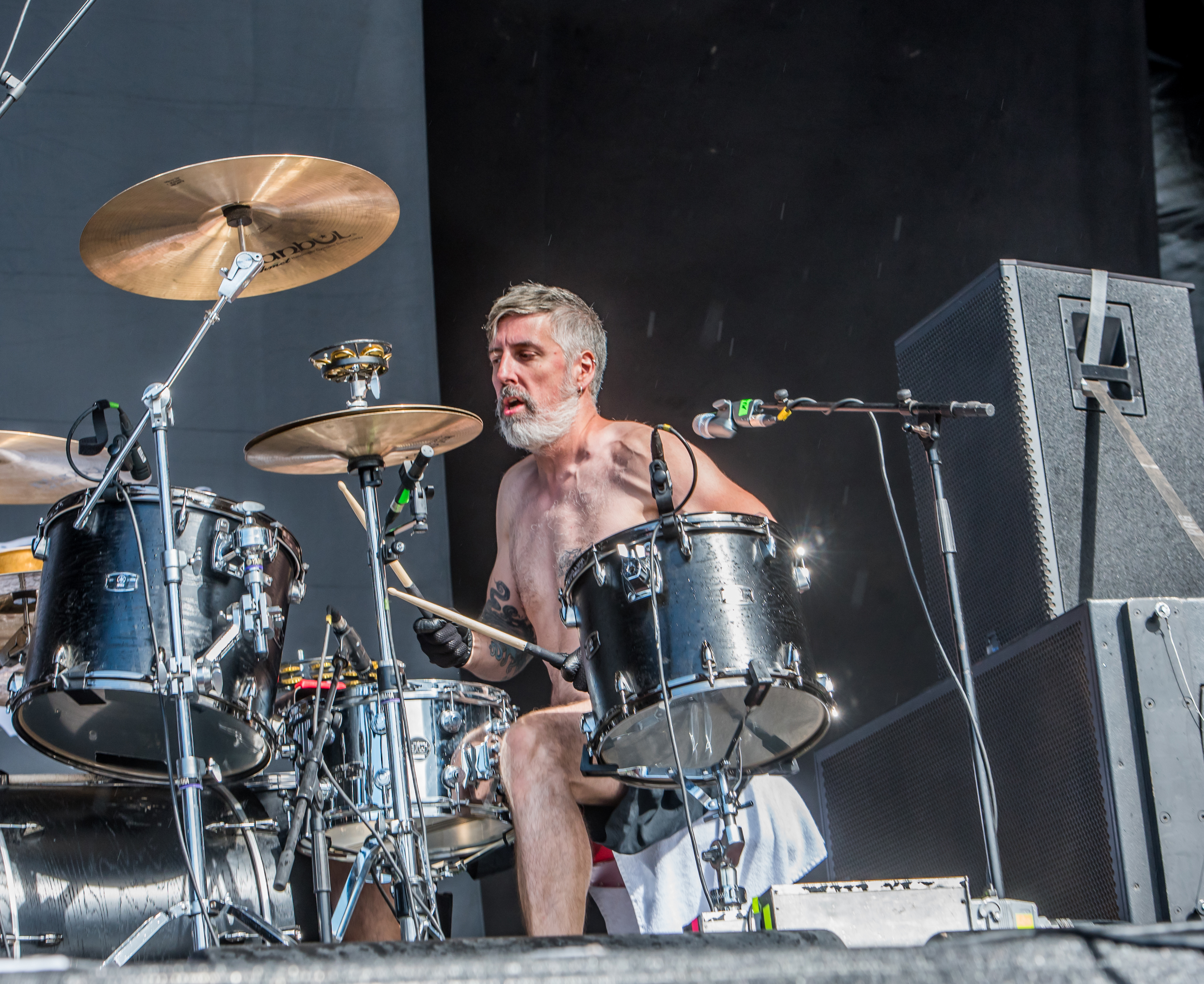
Erinç Sakarya al Reload Festival 2018

L'estiu del 2015, Mantar va tocar en festivals com el Wacken Open Air, el Festival Hurricane i el Party.San, abans que la banda fos signada pel segell discogràfic alemany Nuclear Blast el novembre de 2015. El 15 d'abril de 2016, Mantar va llançar el seu segon àlbum d'estudi Ode to the Flame, que va entrar a les llistes d'àlbums alemanyes al número 67. La revista alemanya Visions va incloure Ode to the Flame a la seva llista dels 66+6 millors àlbums de metall alemany l'abril del 2020. La banda va tocar als festivals Summer Breeze, Hellfest, Out and Loud, Rockavaria, Tuska Open Air Metal Festival i Vainstream Rockfest l'estiu del 2016. Mantar va ser nominat a la categoria Up and Coming als Metal Hammer Awards 2015 i 2016, però els premis van ser per Battle Beast i Avatarium, respectivament.
Svart Records va publicar el 2016 l'⁣àlbum en directe St. Pauli Sessions, pel qual es va gravar un concert a Hamburg del 2014. El 31 de març de 2017, la banda va llançar un EP de 10" The Spell amb tres cançons inèdites. Okoi Jones de la banda suïssa Bölzer es pot escoltar com a cantant convidat a la cançó principal. Les altres dues cançons van ser gravades originalment per a l'àlbum Ode to the Flame. Això va ser seguit d'una gira europea amb grups secundaris Deserted Fear i Deathrite i aparicions al Rock Hard Festival, the Party.San, el Brutal Assault i el Rockharz Open Air. Als Metal Hammer Awards 2017, Mantar va ser nominat a la categoria Millor alemany, però el premi va ser per a la banda Sodom. La tardor de 2017 va seguir una altra gira europea com a suport per a Kadavar.

### The Modern Art of Setting AblazeiGrungetown Hooligans II
Després de tocar a festivals com Rock am Ring, Rock im Park, Wacken Open Air, Fusion Festival, Graspop Metal Meeting, Metaldays, Greenfield Festival, FortaRock Festival i Maryland Deathfest a l'estiu de 2018, Mantar va llançar el 24 d'agost de 2018 el seu tercer àlbum d'estudi The Modern Art of Setting Ablaze. L'àlbum va debutar al número set a l'alemany, al número 53 a l'austríaca i al número 54 a les llistes d'àlbums suïssos. A la tardor del 2018, Mantar va fer una gira europea amb els grups secundaris Skeletonwitch, Evil Invaders i Deathrite. La primavera del 2019 va seguir una gira per Alemanya amb l'acte secundari Downfall of Gaia, abans de les aparicions al festival a Bang Your Head, Full Force, Hellfest i Vainstream Rockfest a l'estiu.
El 26 de juny de 2020, Mantar va llançar l'EP Grungetown Hooligans II, que va ser llançat a través del segell de la banda Mantarecordings. L'EP inclou versions de diversos artistes de grunge i noise rock com L7, The Jesus Lizard, Sonic Youth, Mazzy Star, Babes in Toyland, Mudhoney i 7 Year Bitch. La revista alemanya Visions n'ha enumerat 100 % a la seva llista dels 25 millors vídeos musicals del 2020. L'home emmascarat amb una pistola que es troba en un carrer nevat davant d'un edifici residencial a la portada de l'EP Grungetown Hooligans II és el pintor contemporani d'art de carrer Wayne Horse (* 1981, de nom real Willehad Eilers) d'⁣Amsterdam.

### Pain Is Forever and This Is the End
El març de 2022, la banda va signar un contracte discogràfic amb Metal Blade Records. Un mes més tard, Mantar va anunciar el llançament del seu quart àlbum d'estudi Pain Is Forever and This Is the End el 15 de juliol de 2022. La revista alemanya Metal Hammer el va triar com "Àlbum del mes". L'àlbum va debutar al número dos a l'Alemanya, al número 45 a Suïssa i al número 69 a les llistes d'àlbums austríacs.

## Estil musical
Segons el fanzine Ox, Mantar és un idiosincràtic "duo de sludge metal del nord d'Alemanya". La banda només utilitza guitarra i bateria per a la seva música. Les melodies simples, els ritmes i els riffs són típics de Mantar. Hanno Klänhardt no toca solos de guitarra i va explicar a la revista alemanya Metal Hammer que Mantar es limiten deliberadament i es mantenen primitius. Segons Klänhardt, Mantar no és una banda de metall clàssic i els músics no estan interessats en els “⁣tòpics⁣” típics del metall com els blast beats o el baix. La banda no vol complir els requisits d'una determinada escena o subcultura, sinó que, segons Klänhardt, "només bang". Klänhardt utilitza la tècnica de la veu gutural per cantar. La banda cita artistes com els Melvins, Darkthrone i Motörhead com a inspiració. També rebutgen la classificació de Mantar com a Sludge.
Mantar sol estar associat per la premsa amb els gèneres doom metal i punk. James Christopher Monger d'⁣Allmusic va nomenar el black metal com a gènere, mentre que Arne Helms de la revista alemanya Visions va classificar la banda en el gènere crust punk. Mantar és reconegut ocasionalment com sludge, però la banda ho rebutja.

## Discografia

### Àlbums
- Death by Burning (2014)
- Ode to the Flame (2016)
- The Modern Art of Setting Ablaze (2018)
- Grungetown Hooligans II (2020)
- Pain Is Forever and This Is the End (2022)

### Altres publicacions
- 2016: St. Pauli Sessions (en directe, Svart Records)
- 2017: The Spell (EP, explosió nuclear)
- 2020: Grungetown Hooligans II (EP, Manta Recordings)

### Vídeos musicals
- 2015: White Nights
- 2016: Cross the Cross
- 2018: Age of the Absurd
- 2018: Seek + Forget
- 2020: Ghost Highway
- 2020: 100%
- 2022: Hang ’em Low (So the Rats Can Get ’em)
- 2022: Odysseus
- 2022: Grim Reaping
- 2023: Valhalla Hammering

## Premis
HANS - Premi de Música d'Hamburg
| Any  | Categoria                       | Obra             | Resultat  |
| ---- | ------------------------------- | ---------------- | --------- |
| 2014 | Hamburger Produktion des Jahres | Death by Burning | Guanyador |

Premis Metall Hammer
| Any  | Categoria     | Obra             | Resultat |
| ---- | ------------- | ---------------- | -------- |
| 2014 | Best Debut    | Death by Burning | Nominat  |
| 2015 | Up and Coming | Mantar           | Nominat  |
| 2016 | Up and Coming | Mantar           | Nominat  |
| 2017 | Best German   | Mantar           | Nominat  |